# Fußball-Weltmeisterschaft der Frauen 2019/Neuseeland
Dieser Artikel behandelt die neuseeländische Fußballnationalmannschaft der Frauen bei der Fußball-Weltmeisterschaft der Frauen 2019 in Frankreich. Neuseeland nahm zum fünften Mal an der Endrunde teil, wie zuvor als amtierender Ozeanienmeister. Neuseeland schied nach drei Niederlagen wie viermal zuvor nach der Gruppenphase aus.

## Qualifikation
Kurz vor der Ozeanienmeisterschaft 2018, die wie zuvor als Qualifikation für die WM-Endrunde diente, wurde der Schotte Tom Sermanni neuer Nationaltrainer der neuseeländischen Frauennationalmannschaft.
Für die Meisterschaft, für die erstmals alle elf ozeanischen Verbände eine Mannschaft gemeldet hatten, war Neuseeland ebenso wie sechs andere Mannschaften automatisch qualifiziert. Der spätere Finalgegner Fidschi musste sich dagegen erst bei einem Turnier im August gegen Amerikanisch-Samoa, die Salomonen und Vanuatu qualifizieren. Für das Turnier nominierte Sermanni 23 Spielerinnen, darunter mit Grace Jale und Nadia Olla (Tor) zwei Spielerinnen ohne A-Länderspiel sowie acht Spielerinnen, die maximal fünf A-Länderspiele bestritten hatten. Vier Spielerinnen hatten dagegen bereits mehr als 100 Länderspiele. Verletzungsbedingt konnten Hannah Wilkinson und Rekordtorschützin Amber Hearn nicht berücksichtigt werden. Zudem hatte Rekordnationalspielerin Abby Erceg im Mai 2018 ihre Nationalmannschaftskarriere beendet.
Die neuseeländische Mannschaft traf im ersten Spiel auf Tonga und gewann mit 11:0 – für Tonga die höchste Länderspielniederlage. Dabei erzielte die zur Halbzeit eingewechselte Debütantin Grace Jale in der 88. Minute mit ihrem ersten Länderspieltor das letzte Tor des Spiels. Im zweiten Spiel gegen die Cookinseln waren es Sarah Morton, Emma Rolston (2) und Katie Rood, die mit ihren ersten Länderspieltoren zum 6:0-Sieg beitrugen. Im letzten Gruppenspiel gegen Fidschi folgte ein 10:0-Sieg. Damit erreichten die Neuseeländerinnen als Gruppensieger das Halbfinale, wo sie auf Turniergastgeber Neukaledonien trafen. Mit 8:0 vor 1.200 Zuschauern – der höchsten Zuschauerzahl bei diesem Turnier – erreichten sie das Finale. Dabei konnte mit Paige Satchell erneut eine Spielerin ihr erstes Länderspieltor erzielen. Im Finale trafen die Neuseeländerinnen wieder auf Gruppengegner Fidschi, der erstmals überhaupt unter die besten zwei Mannschaften gelangt war und dabei im Halbfinale Papua-Neuguinea, den Finalisten der letzten Meisterschaft, mit 5:1 bezwungen hatte. Zwar erzielten die Neuseeländerinnen zwei Tore weniger als im Gruppenspiel, mit 8:0 war aber auch dieses Spiel eine einseitige Sache. Dabei erzielte Rosie White in der zweiten Minute das erste und in der 90. Minute das letzte Tor des Spiels.
Mit dem Finalsieg qualifizierte sich Neuseeland nicht nur als letzte Mannschaft für die WM-Endrunde, sondern auch als dritte Mannschaft für das Fußballturnier der Frauen bei den Olympischen Spielen 2020.
Im Turnier wurden alle 23 nominierten Spielerinnen auch eingesetzt, von denen aber nur Ria Percival alle fünf Spiele mitmachte. Percival konnte im dritten Gruppenspiel mit ihrem 133. Länderspiel Abby Erceg als Rekordnationalspielerin ablösen.
Insgesamt erzielten die Neuseeländerinnen 42 Tore und profitierten zudem von einem Eigentor einer fidschianischen Spielerin im Gruppenspiel. Die meisten Tore für die neuseeländische Mannschaft erzielten Sarah Gregorius (8, die damit zusammen mit einer Spielerin aus Papua-Neuguinea auch beste Torschützin des Turniers war), Emma Rolston sowie Rosie White (je 6), Betsy Hassett und Annalie Longo (je 5). Insgesamt trafen 12 neuseeländische Spielerinnen beim Turnier ins Tor.

### Gruppenspiele
| Pl. | Land       | Sp. | S | U | N | Tore    | Diff. | Punkte |
| --- | ---------- | --- | - | - | - | ------- | ----- | ------ |
| 1.  | Neuseeland | 3   | 3 | 0 | 0 | 027:000 | +27   | 09     |
| 2.  | Fidschi    | 3   | 2 | 0 | 1 | 015:100 | +5    | 06     |
| 3.  | Tonga      | 3   | 1 | 0 | 2 | 001:230 | −22   | 03     |
| 4.  | Cookinseln | 3   | 0 | 0 | 3 | 000:100 | −10   | 0      |

| 19.11.2018 | Nouméa | Neuseeland | – | Tonga      | 11:0 (8:0)  | Gregorius (3), White (2), Longo (2), Hassett (2), Jale (1. Länderspieltor), Percival                  |
| 22.11.2018 | Nouméa | Neuseeland | – | Cookinseln | 06:0 (3:0)  | Rolston (2, erste Länderspieltore), Jale, Longo, Morton (1. Länderspieltor), Rood (1. Länderspieltor) |
| 25.11.2018 | Nouméa | Fidschi    | – | Neuseeland | 00:10 (0:4) | Gregorius (3), Longo (2), Rood (2), Moore, Rolston; Tora (Eigentor)                                   |

### Halbfinale
| 28.11.2018 | Maré | Neuseeland | – | Neukaledonien | 8:0 (7:0) | Rolston (3), White (2), Bowen, Hassett, Satchell (1. Länderspieltor) |

### Finale
| 01.12.2018 | Nouméa | Fidschi | – | Neuseeland | 0:8 (0:4) | Gregorius (2), Hassett (2), White (2), Moore, Rood |

## Vorbereitung
Ende Februar/Anfang März 2019 nahm Neuseeland am vom australischen Verband veranstalteten Cup of Nations mit vier WM-Teilnehmern teil. Neuseeland konnte dabei nur das Spiel gegen Argentinien (2:0) gewinnen, verlor aber gegen Australien (0:2) und Südkorea (0:2). Am 5. und 9. April spielen die Neuseeländerinnen in Marbella zweimal gegen Norwegen, wovon das erste unter Ausschluss der Öffentlichkeit mit 0:1 verloren und das zweite mit 1:0 gewonnen wurde. Am 16. Mai verloren sie in St. Louis gegen Weltmeister USA mit 0:5, wobei Rosie White ihr 100. Länderspiel machte. Am 22. Mai gewannen sie in New York gegen Mexiko mit 2:1 und am 2. Juni in Brighton gegen England mit 1:0. Die Vorbereitung wurde am 4. Juni in Cardiff mit einer 0:1-Niederlage gegen Wales abgeschlossen.

## Kader
Am 29. April wurde der WM-Kader benannt. 17 Spielerinnen gehörten bereits zum Kader der letzten WM. Sarah Gregorius, Abby Erceg, Katie Duncan und Emma Kete waren bereits aus der Nationalmannschaft zurückgetreten, hatten aber zu Beginn der Jahres ihren Rücktritt vom Rücktritt vollzogen. Hannah Wilkinson hatte sich sechs Monate zuvor einen Kreuzbandriss zugezogen und seitdem kein Länderspiel bestritten. Am 10. Juni wurde Meikayla Moore durch Nicole Stratford ersetzt, da sich Moore im Training einen Achillessehnenriss zugezogen hatte.
| Nr.                               | Spielerin         | Geburts- datum | Debüt | Verein                  | Länder- spiele | Länder- spieltore | Letzter Einsatz | WM-Spiele, -Tore      | WM 2019 | WM 2019 | WM 2019     | WM 2019         | WM 2019    | WM 2019 |
| Nr.                               | Spielerin         | Geburts- datum | Debüt | Verein                  | Länder- spiele | Länder- spieltore | Letzter Einsatz | WM-Spiele, -Tore      | Sp.     | [ K 4 ] | Gelbe Karte | Gelb-Rote Karte | Rote Karte |         |
| Tor                               | Tor               | Tor            | Tor   | Tor                     | Tor            | Tor               | Tor             | Tor                   | Tor     | Tor     | Tor         | Tor             | Tor        |         |
| --------------------------------- | ----------------- | -------------- | ----- | ----------------------- | -------------- | ----------------- | --------------- | --------------------- | ------- | ------- | ----------- | --------------- | ---------- | ------- |
| 21                                | Victoria Esson    | 06.03.1991     | 2018  | Avaldsnes IL            | 004            | 0                 | 23.05.2019      |                       |         |         |             |                 |            |         |
| 01                                | Erin Nayler       | 17.04.1992     | 2013  | Girondins Bordeaux      | 065            | 0                 | 04.06.2019      | 3 (2011, 2015)        | 3       |         |             |                 |            |         |
| 23                                | Nadia Olla        | 07.02.2000     | 2018  | Western Springs AFC     | 001            | 0                 | 28.11.2018      |                       |         |         |             |                 |            |         |
| Abwehr                            |                   |                |       |                         |                |                   |                 |                       |         |         |             |                 |            |         |
| 04                                | CJ Bott           | 22.04.1995     | 2014  | Vittsjö GIK             | 018            | 01                | 01.06.2019      | 0 (2015)              | 2       |         |             |                 |            |         |
| 08                                | Abby Erceg        | 20.11.1989     | 2006  | North Carolina Courage  | 138            | 06                | 04.06.2019      | 9 (2007, 2011, 2015)  | 3       |         |             |                 |            |         |
| 03                                | Anna Green        | 20.08.1990     | 2006  | Miramar Rangers         | 075            | 07                | 04.06.2019      | 3 (2011, 2015)        | 2       |         | 1           |                 |            |         |
| 15                                | Sarah Morton      | 28.08.1998     | 2018  | Western Springs AFC     | 007            | 01                | 23.05.2019      |                       |         |         |             |                 |            |         |
| 02                                | Ria Percival      | 07.12.1989     | 2006  | West Ham United         | 142            | 14                | 04.06.2019      | 9 (2007, 2011, 2015)  | 3       |         |             |                 |            |         |
| 07                                | Ali Riley         | 30.10.1987     | 2007  | FC Chelsea              | 127            | 01                | 04.06.2019      | 9 (2007, 2011, 2015)  | 3       |         |             |                 |            |         |
| 18                                | Stephanie Skilton | 27.10.1994     | 2014  | Papakura City           | 010            | 0                 | 23.05.2019      |                       |         |         |             |                 |            |         |
| 06                                | Rebekah Stott     | 17.06.1993     | 2012  | Avaldsnes IL            | 074            | 04                | 04.06.2019      | 3,1 (2015)            | 3       |         |             |                 |            |         |
| 05                                | Nicole Stratford  | 01.02.1989     |       | Glenfield Rovers AFC    | 0              | 0                 |                 |                       |         |         |             |                 |            |         |
| Mittelfeld                        |                   |                |       |                         |                |                   |                 |                       |         |         |             |                 |            |         |
| 14                                | Katie Bowen       | 15.04.1994     | 2011  | Utah Royals FC          | 062            | 03                | 04.06.2019      | 5 (2011, 2015)        | 3       |         |             |                 |            |         |
| 22                                | Olivia Chance     | 05.10.1993     | 2011  | FC Everton              | 015            | 0                 | 04.06.2019      |                       | 3       |         |             |                 |            |         |
| 20                                | Daisy Cleverley   | 30.04.1997     | 2014  | California Golden Bears | 009            | 02                | 23.05.2019      | 0 (2015)              |         |         |             |                 |            |         |
| 16                                | Katie Duncan      | 01.02.1988     | 2006  | Onehunga Sports         | 124            | 01                | 23.05.2019      | 7 (2007, 2011, 2015)  | 1       |         |             |                 |            |         |
| 12                                | Betsy Hassett     | 04.08.1990     | 2008  | KR Reykjavík            | 113            | 13                | 04.06.2019      | 6 (2011, 2015)        | 3       |         |             |                 |            |         |
| 10                                | Annalie Longo     | 01.07.1991     | 2006  | vereinslos              | 117            | 15                | 04.06.2019      | 7 (2007, 2011, 2015)  | 3       |         |             |                 |            |         |
| 19                                | Paige Satchell    | 13.04.1998     | 2016  | Three Kings United      | 015            | 01                | 04.06.2019      |                       | 1       |         |             |                 |            |         |
| Angriff                           |                   |                |       |                         |                |                   |                 |                       |         |         |             |                 |            |         |
| 11                                | Sarah Gregorius   | 06.08.1987     | 2010  | Miramar Rangers         | 095            | 35                | 04.06.2019      | 6,1 (2011, 2015)      | 3       |         |             |                 |            |         |
| 09                                | Emma Kete         | 01.09.1987     | 2007  | vereinslos              | 052            | 03                | 04.06.2019      | 0 (2011, 2015)        | 1       |         |             |                 |            |         |
| 13                                | Rosie White       | 06.06.1993     | 2009  | vereinslos              | 103            | 25                | 04.06.2019      | 4 (2011, 2015)        | 3       |         |             |                 |            |         |
| 17                                | Hannah Wilkinson  | 28.05.1992     | 2010  | vereinslos              | 091            | 25                | 04.06.2019      | 6,2 (2011, 2015)      | 2       |         |             |                 |            |         |
| Trainerstab                       |                   |                |       |                         |                |                   |                 |                       |         |         |             |                 |            |         |
| Trainer                           | Tom Sermanni      | 01.07.1954     | 2018  | NZF                     |                |                   |                 | 11 (1995, 2007, 2011) | 3       |         |             |                 |            |         |
| Anmerkungen: 1. 2. 3. 4. 5. 6. 7. |                   |                |       |                         |                |                   |                 |                       |         |         |             |                 |            |         |

## Auslosung
Für die am 8. Dezember 2018 stattgefundene Auslosung der WM-Gruppen war Neuseeland aufgrund der Platzierung in der FIFA-Weltrangliste vom 7. Dezember 2018 Topf 3 zugeteilt. Die Mannschaft konnte somit erstmals bei einer WM auf Weltmeister USA, Deutschland oder Gastgeber Frankreich treffen. Dagegen war ein Gruppenspiel gegen China, gegen das bisher bei Weltmeisterschaften am häufigsten gespielt wurde nicht möglich, da auch China Topf 3 zugeordnet war.
Letztlich wurde die Mannschaft wie 2015 Kanada und Europameister Niederlande zugelost. Hinzu kam Kamerun, gegen das bisher nur in der Vorrunde der Olympischen Spiele 2012 gespielt wurde. Der 3:1-Sieg gegen die Afrikanerinnen war der erste Sieg für die Neuseeländerinnen bei einem olympischen Fußballturnier. Gegen Kanada gab es bisher elf Spiele, von denen nur das erste 1987 gewonnen wurde (1:0), vier Spiele endeten remis, sechs Spiele wurden verloren. Das letzte Spiel zwischen beiden in der Vorrunde der letzten WM endete torlos. Gegen die Niederlande wurden nur die ersten beiden Spiele, 1981 beim Women’s World Invitation Tournament (wobei für die Niederlande Zwart-Wit '28 antrat und das Spiel vom niederländischen Verband nicht gezählt wird) und beim Zypern-Cup 2009 gewonnen. Danach folgten zwei Remis (mit einer Niederlage im Elfmeterschießen) und drei Niederlagen, u. a. in der Vorrunde der letzten WM.
| Pl. | Land        | Sp. | S | U | N | Tore    | Diff. | Punkte |
| --- | ----------- | --- | - | - | - | ------- | ----- | ------ |
| 1.  | Niederlande | 3   | 3 | 0 | 0 | 006:200 | +4    | 09     |
| 2.  | Kanada      | 3   | 2 | 0 | 1 | 004:200 | +2    | 06     |
| 3.  | Kamerun     | 3   | 1 | 0 | 2 | 003:500 | −2    | 03     |
| 4.  | Neuseeland  | 3   | 0 | 0 | 3 | 001:500 | −4    | 0      |

| Di., 11. Juni 2019 in Le Havre    |   |             |           |
| Neuseeland                        | – | Niederlande | 0:1 (0:0) |
| Sa., 15. Juni 2019 in Grenoble    |   |             |           |
| Kanada                            | – | Neuseeland  | 2:0 (0:0) |
| Do., 20. Juni 2019 in Montpellier |   |             |           |
| Kamerun                           | – | Neuseeland  | 2:1 (0:0) |